# 加賀市立山中小学校
加賀市立山中小学校（かがしりつ やまなかしょうがっこう）は、石川県加賀市山中温泉上野町にある公立小学校。

## 沿革
- 1873年（明治06年）4月 - 恩栄寺の庫裏（くり）をかりて学校を開く。名前は鷺泉小学校とする[1]。
- 1873年（明治06年）10月 - 手狭になり、医王寺に移る。
- 1874年（明治07年）10月 - 灯明寺横に学校が建築される。名前を山中小学校とする。
- 1881年（明治14年） - 江沼郡山中村立山中小学校と名前を改める。児童数が増加。
- 1885年（明治18年） - 高等科を設け、8年間学校へ通える体制を整える。
- 1887年（明治20年） - 8年間の学校を尋常科(4年)、簡易科(4年)の二つに分ける。
- 1891年（明治24年）9月 - 児童数増加、校舎新築する。
- 1892年（明治25年） - 尋常科(6年)、高等科(2年)として、校名を山中尋常高等小学校と改める。
- 1896年（明治29年） - 工業補習学校を小学校の中に設置する。
- 1909年（明治42年）12月 - 女子のために裁縫学校を小学校の中に設ける。
- 1913年（大正02年）2月 - 町制がしかれ山中町立尋常高等小学校となる。
- 1923年（大正12年）11月 - 新校舎が完成する。
- 1925年（大正14年） - 町立幼稚園を小学校に付設する。
- 1931年（昭和06年）5月 - 山中大火。校舎焼失する。
- 1941年（昭和16年）4月1日 - 国民学校令により校名が「江沼郡国民学校」となる。
- 1947年（昭和22年）4月1日 - 学制改革により「山中町立山中小学校」と名前が改められる。
- 1953年（昭和28年） - 創立80周年記念式典が開催される。
- 1956年（昭和31年） - ひばりヶ丘分校が設置される。
- 1972年（昭和47年） - 荒谷・九谷・片谷・大内の4小学校と山中小学校が統合される。
- 1974年（昭和49年） - 各教場が廃止され、上野町に完成した鉄筋校舎に移る。
- 2005年（平成17年） - 山中町と加賀市との合併に伴い、「加賀市立山中小学校」と名前が改める。
- 2015年（平成27年）- 加賀市立菅谷小学校を統合。

## 学校行事
※月ごとの学校行事、特色。
| - 4月 - 5月 - 6月 | - 7月 - 8月 - 9月 | - 10月 - 11月 - 12月 | - 1月 - 2月 - 3月 |

## 通学区域
- 加賀市山中温泉
  - こおろぎ町・南町・湯の出町・栄町・河鹿町・東町二丁目・本町二丁目・湯の本町・冨士見町・薬師町・白山町・東町一丁目・本町一丁目・西桂木町・東桂木町・上野町・塚谷町・上原町二丁目・加美谷台・下谷町・大内町・枯淵町・片谷町・坂下町・小杉町・生水町・九谷町・真砂町・四十九院町・中津原町・滝町・菅生谷町・荒谷町・今立町・大土町・市谷町・杉水町・西住町・上新保町[2]

## 進学先中学校
- 加賀市立山中中学校

## 交通アクセス
- 北陸新幹線・IRいしかわ鉄道線 加賀温泉駅下車

最寄りのバス停:「山中温泉医療センター」、加賀温泉バス(温泉山中)

## 校区内の主な施設
- 山中温泉医療センター（隣接、ひばりヶ丘分校が設置されている）
- 山中温泉街
- こおろぎ橋
- 道の駅山中温泉 ゆけむり健康村

## 著名な出身者
- 辻森樹 - 地質学者
- 木村泰子 - 陸上選手
- 吉井丈絵 - 俳優
- 中山夏月姫 - アイドルグループOCHA NORMAメンバー

### 前身の山中尋常高等小学校出身者
- 辻政信 - 陸軍大佐、衆議院議員、参議院議員
- 道場六三郎 - 和食料理家、料理人